# Otto Hummel
Otto Hummel (* 15. Dezember 1892 in Kirchheim unter Teck; † 16. Juli 1980 in Düsseldorf) war ein deutscher Wirtschaftswissenschaftler und Rektor der Reichsuniversität Posen von 1942 bis 1945.

## Leben
Otto Hummel war der Sohn eines Handwerksmeisters. Er begann 1913 ein wirtschaftswissenschaftliches Studium an der Handelshochschule Mannheim und an der Universität Frankfurt/Main, das er wegen der Teilnahme am Ersten Weltkrieg unterbrach. 1913 wurde er Mitglied des Corps Hansea Mannheim im RSC (heute Burschenschaft Hansea Mannheim). Von 1914 bis 1918 diente er als Kriegsfreiwilliger in einem Artillerieregiment, zuletzt als Leutnant der Reserve. Nach Kriegsende schloss er sein Studium 1919 als Diplom-Kaufmann ab und wurde 1921 an der Universität Frankfurt am Main zum Dr. rer. pol. promoviert. Anschließend war er bis 1926 wissenschaftlicher Assistent an der Handelshochschule Berlin und 1922/23 nebenamtlicher Referent im Reichsfinanzministerium. Er habilitierte sich 1926 und war ab 1929 ordentlicher Professor der Betriebswirtschaftslehre an der Handelshochschule Königsberg.
Nach der Machtergreifung trat Hummel zum 1. Mai 1933 der NSDAP bei (Mitgliedsnummer 1.846.058). Hummel war 1934/35 Rektor der Handelshochschule Königsberg, seit 1935 Prorektor und Dozentenbundführer an der Handelshochschule Königsberg. Er war als aktiver Nationalsozialist bekannt und seit 1936 politischer Leiter im Gaurechtsamt der Gauleitung Ostpreußen. Nach Beginn des Zweiten Weltkriegs diente Hummel 1939/40 als Hauptmann der Reserve in der Wehrmacht. 1941 wurde er als Ordinarius an die neu gegründete Reichsuniversität Posen berufen und zum Dekan der Rechts- und Staatswissenschaftlichen Fakultät ernannt. 1944 trat er der SA bei und wurde zum SA-Obersturmbannführer befördert. 1944/45 amtierte er als Rektor der Reichsuniversität Posen. In der Endphase des Krieges wurde Hummel erneut zur Wehrmacht eingezogen und nahm an den letzten Kämpfen um Berlin teil.
Nach dem Zweiten Weltkrieg war Hummel 1945/46 in Kriegsgefangenschaft. Ab 1946 arbeitete er als Wirtschaftsberater in Greven. Er lehrte seit 1949 als Lehrbeauftragter an der Verwaltungsakademie Bochum, seit 1952 hatte er einen Lehrauftrag an der TU Braunschweig. Von 1954 bis 1958 war er Honorarprofessor für Betriebswirtschaftslehre an der TU Braunschweig. 1959 wurde Hummel emeritiert.

## Schriften (Auswahl)
- Das Rentabilitäts- und Wirtschaftlichkeits-Problem. C. E. Poeschel, Stuttgart 1927, OCLC 72553395.
- Neuzeitliche Bürowirtschaft. (= Bücher: Organisation. 6.) De Gruyter, Berlin 1930, OCLC 39237567.